# Strażnica KOP „Radoszówka”
Strażnica KOP „Radoszówka” – zasadnicza jednostka organizacyjna Korpusu Ochrony Pogranicza pełniąca służbę ochronną na granicy polsko-sowieckiej.

## Formowanie i zmiany organizacyjne
W 1924, w składzie 1 Brygady Ochrony Pogranicza, został sformowany 4 batalion graniczny. W 1928 w skład batalionu wchodziło 17 strażnic, w tym 125a strażnica KOP „Radoszówka” . Strażnica w 1928 występowała w 3 kompanii granicznej KOP „Łanowce”, a w latach 1929–1939 strażnica KOP „Radoszówka” funkcjonowała w strukturze organizacyjnej 2 kompanii granicznej KOP „Bykowce” . Strażnica liczyła około 18 żołnierzy i rozmieszczona była przy linii granicznej z zadaniem bezpośredniej ochrony granicy państwowej.
W 1932 obsada strażnicy zakwaterowana była w budynku prywatnym. Strażnicę z macierzystą kompanią łączyła droga polna długości 8 km.

## Służba graniczna

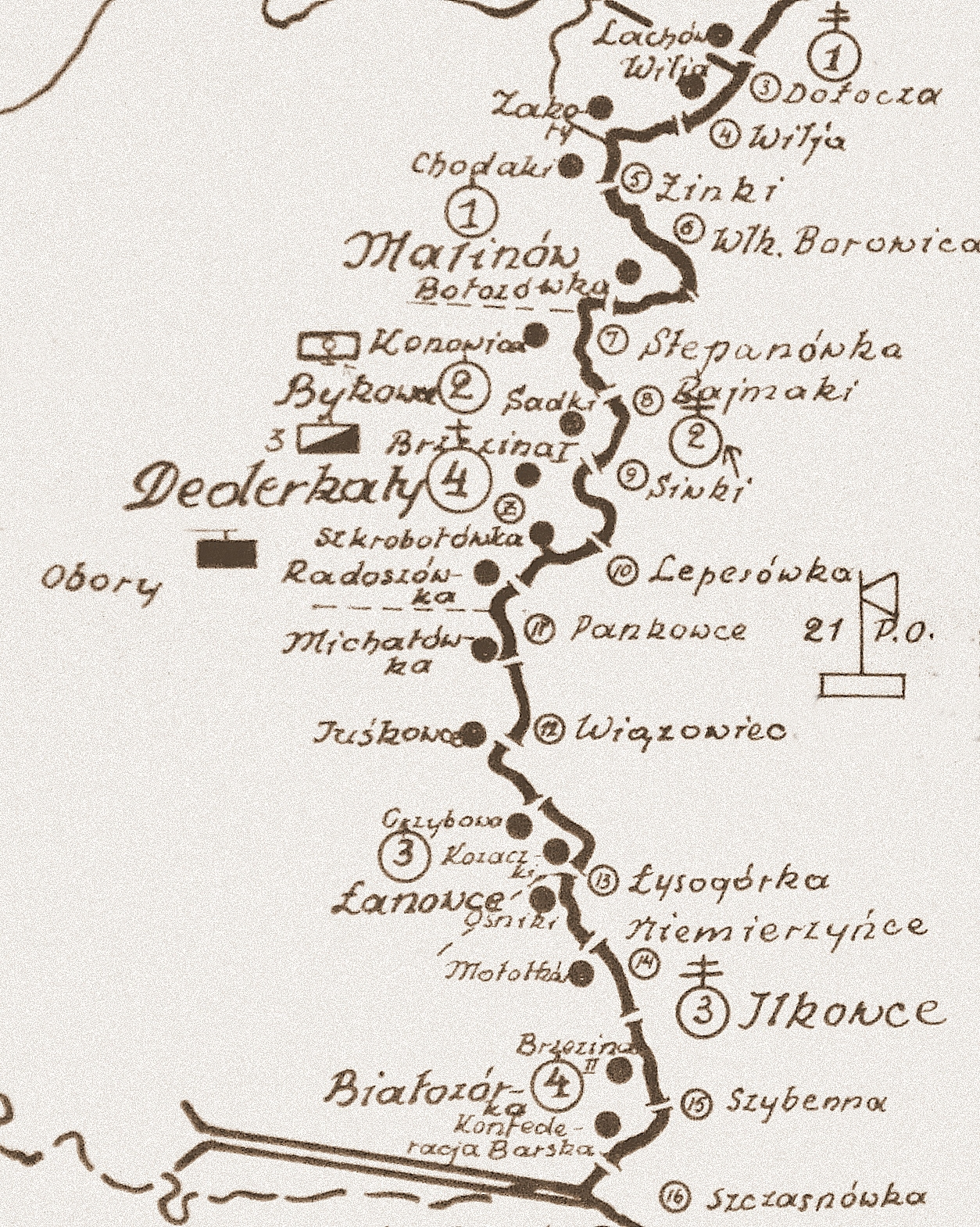
Rozmieszczenie batalionu KOP „Dederkały” w 1931

Podstawową jednostką taktyczną Korpusu Ochrony Pogranicza przeznaczoną do pełnienia służby ochronnej był batalion graniczny. Odcinek batalionu dzielił się na pododcinki kompanii, a te z kolei na pododcinki strażnic, które były „zasadniczymi jednostkami pełniącymi służbę ochronną”, w sile półplutonu. Służba ochronna pełniona była systemem zmiennym, polegającym na stałym patrolowaniu strefy nadgranicznej, wystawianiu posterunków alarmowych, obserwacyjnych i kontrolnych stałych, patrolowaniu i organizowaniu zasadzek w miejscach rozpoznanych jako niebezpieczne, kontrolowaniu dokumentów i zatrzymywaniu osób podejrzanych, a także utrzymywaniu ścisłej łączności między oddziałami i władzami administracyjnymi.
Strażnica KOP „Radoszówka” w 1932 ochraniała pododcinek granicy państwowej szerokości 2 kilometrów 100 metrów od słupa granicznego nr 1814 do 1817, a w 1938 pododcinek szerokości 4 kilometrów 100 metrów od słupa granicznego nr 1813 do 1818.
Sąsiednie strażnice:
- strażnica KOP „Szkrobotówka” ⇔ strażnica KOP „Michałówka” – 1929[4], 1931[5] , 1932[6], 1934[7], 1938[8]

## Dowódcy strażnicy
| stopień  | imię i nazwisko | okres pełnienia służby | kolejne stanowisko |
| -------- | --------------- | ---------------------- | ------------------ |
| sierżant | Jan Rubas       | 1931 –                 |                    |